# Mercedes-Benz M130
Il Mercedes-Benz M130 è un motore a scoppio prodotto dal 1967 al 1976 dalla Casa automobilistica tedesca Mercedes-Benz.

## Profilo

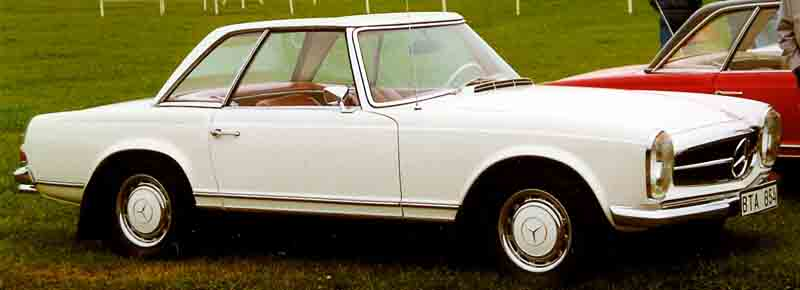
La Mercedes-Benz 280 SL W113, detta "Pagoda", è stata una delle applicazioni del motore M130

Questo motore è in pratica un'evoluzione del 2.5 utilizzato fino a quel momento e proposto sia a carburatore (M108), sia ad iniezione (M129). Anche il motore M130 è stato proposto in entrambe le configurazioni di alimentazione, ma a differenza dei due precedenti 2.5, il motore M130 è stato sempre indicato con la medesima sigla.

Il motore M130 nasce dalla rialesatura del già citato 2.5: nel nuovo motore il diametro dei cilindri è infatti passato da 82 ad 86.5 mm, mentre la corsa è rimasta invariata. Come risultato si è ottenuto un motore da 2.8 litri, più prestante. 

Questo 2.8 è imparentato con il vecchio 2.2 litri siglato M180, da cui è derivata gran parte dei motori Mercedes-Benz di fascia alta utilizzati negli anni sessanta. In particolare, il 2.8 M130 rappresenta il punto di arrivo, la massima evoluzione di un motore M180, vale a dire che quest'ultimo poteva essere "espanso" al massimo fino a tale livello di cubatura, non di più.

### Caratteristiche
Di seguito vengono descritte le caratteristiche comuni alle varie versioni dei motori M130:
- architettura a 6 cilindri in linea;
- basamento in ghisa;
- testata in lega di alluminio;
- monoblocco di tipo superquadro;
- alesaggio e corsa: 86.5x78.8 mm;
- cilindrata: 2778 cm³;
- distribuzione ad un asse a camme in testa;
- testata a due valvole per cilindro;
- albero a gomiti su 7 supporti di banco.

### Principali versioni ed applicazioni
Nella seguente tabella vengono descritte le principali differenze tra le varie versioni del motore M130 e le relative applicazioni:
| Sigla              | Alimentazione                       | Rapporto di compressione | Potenza max CV/rpm | Coppia max Nm/rpm | Applicazioni                             | Anni di produzione |
| ------------------ | ----------------------------------- | ------------------------ | ------------------ | ----------------- | ---------------------------------------- | ------------------ |
| M130V28 (M130.920) | Due carburatori doppio corpo Zenith | 9                        | 140/5200           | 224/3600          | Mercedes-Benz 280S W108                  | 1967-72            |
| M130V28 (M130.923) | Due carburatori doppio corpo Zenith | 8.7                      | 130/5000           | 216/3200          | Mercedes-Benz 250 2.8 W114               | 1970-76            |
| M130V28 (M130.923) | Due carburatori doppio corpo Zenith | 8.7                      | 130/5000           | 216/3200          | Mercedes-Benz 250C 2.8 W114              | 1969-76            |
| M130E28 (M130.980) | Iniezione meccanica Bosch           | 9.5                      | 160/5500           | 240/4250          | Mercedes-Benz 280SE W108                 | 1968-72            |
| M130E28 (M130.980) | Iniezione meccanica Bosch           | 9.5                      | 160/5500           | 240/4250          | Mercedes-Benz 280SEL W108                | 1968-71            |
| M130E28 (M130.980) | Iniezione meccanica Bosch           | 9.5                      | 160/5500           | 240/4250          | Mercedes-Benz 280SE W111 Coupé/Cabriolet | 1967-71            |
| M130.983           | Iniezione meccanica Bosch           | 9.5                      | 170/5750           | 240/4500          | Mercedes-Benz 280SL W113 "Pagoda"        | 1967-71            |
| M130.981           | Iniezione meccanica Bosch           | 9.5                      | 170/5750           | 240/4500          | Mercedes-Benz 300SEL 2.8 W109            | 1968-70            |

### Altre versioni

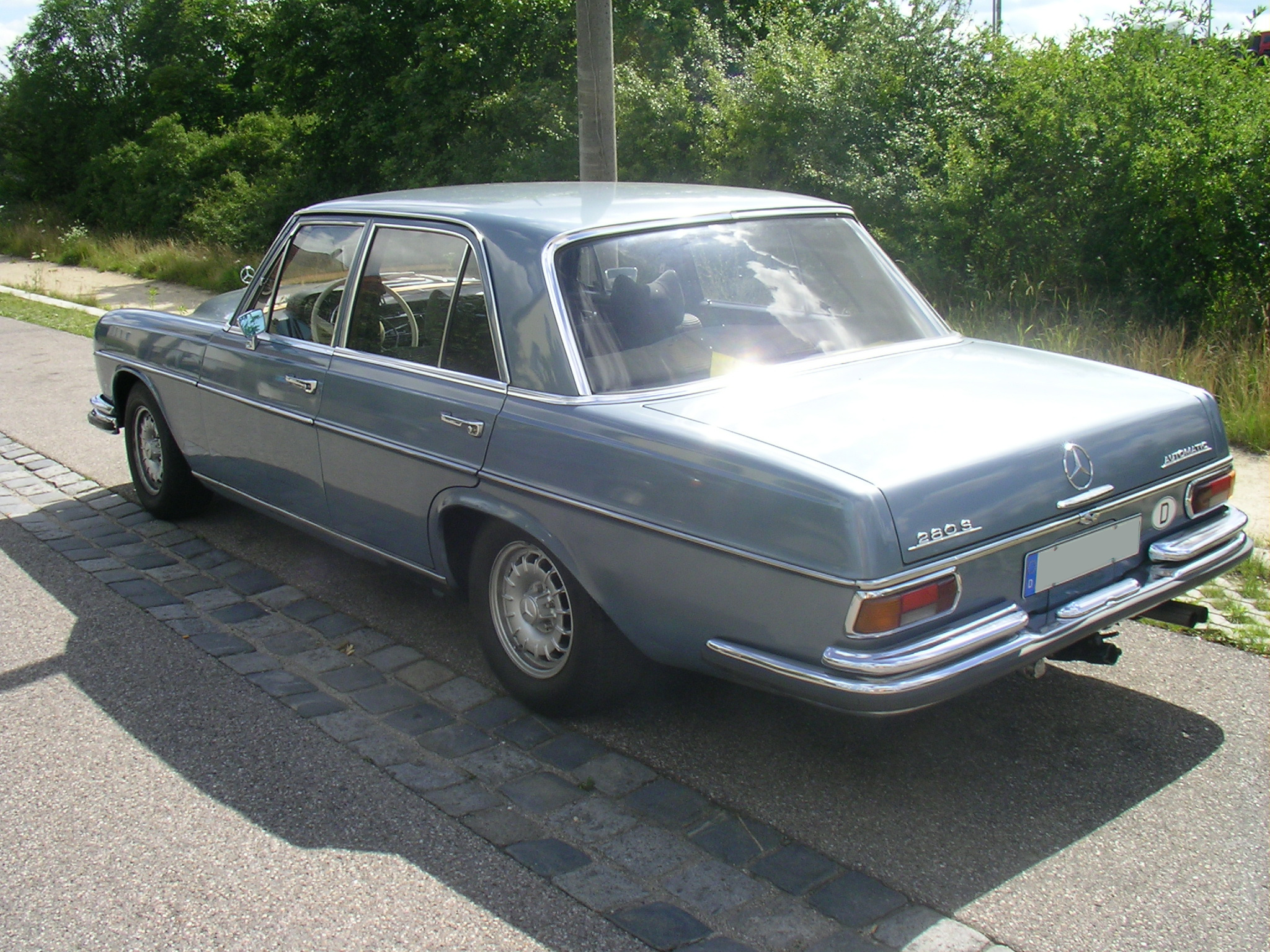
La Mercedes-Benz 280S montava il motore M130V28

Il motore M130E28, a richiesta, poteva essere ottenuto in versione depotenziata. Ciò veniva ottenuto riducendo il rapporto di compressione da 9.5 a 7.8:1. Come risultato la potenza massima scendeva da 160 CV a 5500 giri/min a 140 o 150 CV a 5200 giri/min a seconda dei modelli su cui veniva montato: sulle Mercedes-Benz 280SE W111 Coupé e Cabriolet veniva montato quello ridotto a 150 CV, mentre la variante meno potente era prevista in alternativa sulle 280 SE/SEL W108.

Il motore M130 è stato affiancato nel 1971 dal più sofisticato 2.8 M110 con distribuzione bialbero, che lo avrebbe definitivamente sostituito nel 1976.